# Rue Morgue (Zeitschrift)
Rue Morgue ist eine kanadische Zeitschrift, welche es als ihre Aufgabe sieht, das Genre Horror in allen Bereichen von Kultur und Unterhaltung abzudecken. Der Name des Magazines wurde nach der Edgar-Allan-Poe-Kurzgeschichte The Murders in the Rue Morgue (deutsch: Der Doppelmord in der Rue Morgue) gewählt.

## Sitz
Der Sitz der Zeitschrift ist Toronto, Ontario, Kanada. Sie wurde 1997 vom Herausgeber (Editor-In-Chief) Rodrigo Gudiño gegründet. Der aktuelle Herausgeber seit der Ausgabe Dezember 2009 ist Dave Alexander.
Das bekannte Rue Morgue-Logo wurde vom Art Director der Zeitschrift, Gary Pullin, entwickelt, gestaltet und zum ersten Mal auf dem Cover der siebenten Ausgabe publiziert.

## Geschichte und Vertrieb
Rue Morgue erschien eine Reihe von Jahren lediglich zweimonatlich. Dies wurde im Januar 2005 geändert. Seitdem erscheint sie bis auf Februar monatlich, das heißt in elf Ausgaben pro Jahr. Seit der vierten Ausgabe ist der nationale Vertrieb in Kanada gesichert. Im Juli 1998 wurde der Vertrieb in den USA abgesichert und seit 2006 gibt es einen Direktvertrieb in Europa. Rue Morgue ist auch in Australien, Neuseeland und Asien als Importzeitschrift erhältlich. Des Weiteren findet man sie auch in Mexiko, Brasilien und anderen Teilen Südamerikas.
Rue Morgue berichtet über Horror in allen Massenmedien: Filmen, Büchern, Websites, Comics, Musik etc. Jede Ausgabe enthält Reportagen, Meinungskolumnen und zahlreiche Rezensionen. Die Online-Präsenz enthält ein preisgekröntes wöchentlich ausgestrahltes Internetradio namens Rue Morgue Radio. Rue Morgue ist zu einem aktiven Medium unter Horror-Fans und -Prominenten gewachsen, sowohl durch ihr jährliches Rue Morgue Festival of Fear in Toronto, als auch durch ihr bekanntes Online-Forum, der Rue Mortuary. Das neueste Vorhaben, das Rue Morgue Cinema, hatte Premiere auf dem Toronto International Film Festival 2006 und produzierte mehrere preisgekrönte Kurzfilme, eingeschlossen die Filme des Herausgebers Rodrigo Gudino: The Eyes of Edward James, The Demonology of Desire und The Facts in the Case of Mister Hollow (mit Vincent Marcone) sowie dem Musikvideo In the Dark der Band The Birthday Massacre, in welchem Gudino zusammen mit dem Bandbegründer M. Falcore Regie führte.